# Provinzialverband Pommern

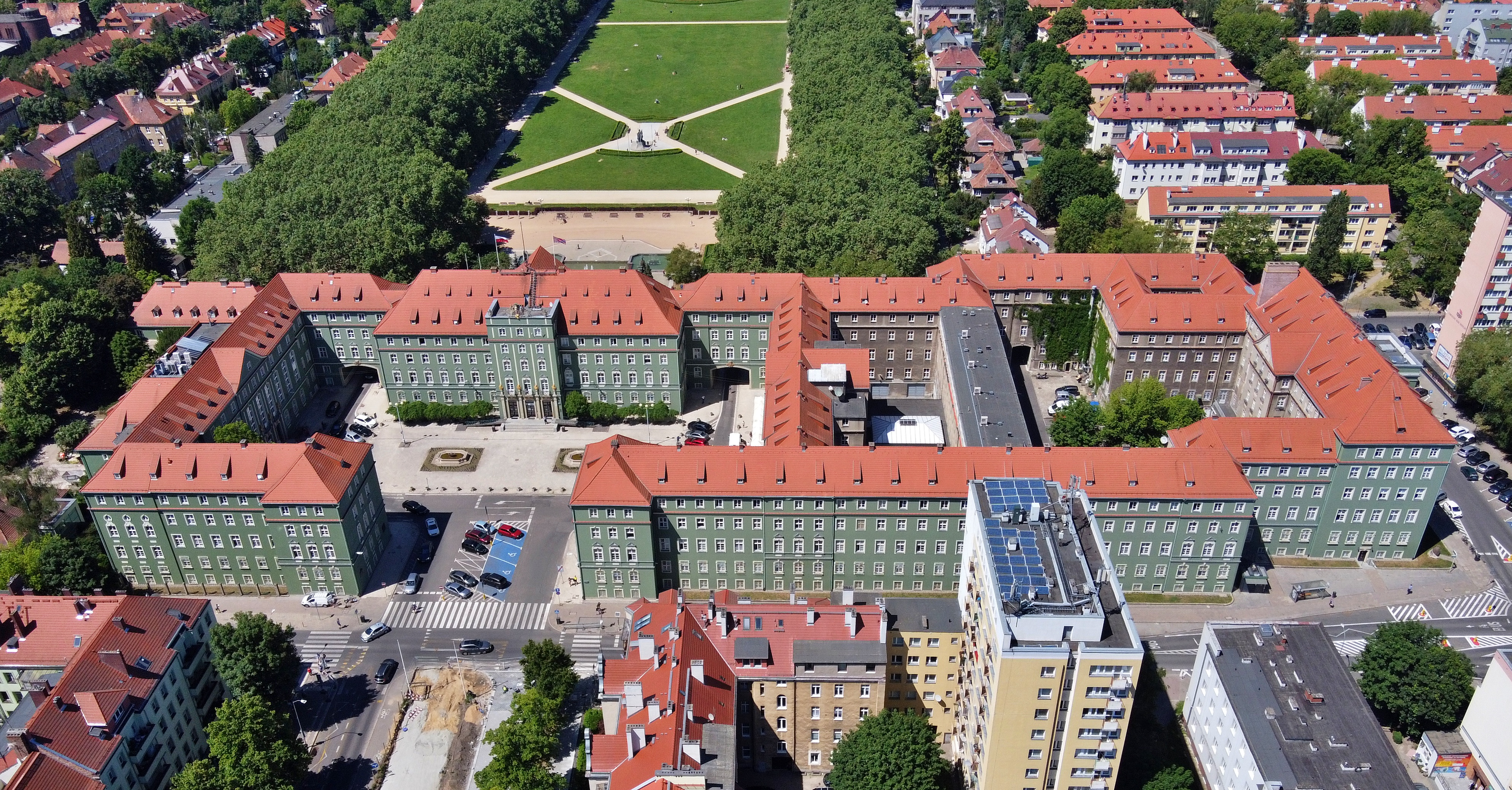
Neues Landeshaus, 1924 bis 1927 von Georg Steinmetz, Verwaltungskomplex des pommerschen Provinzialverbandes in Stettin, Luftbild 2021

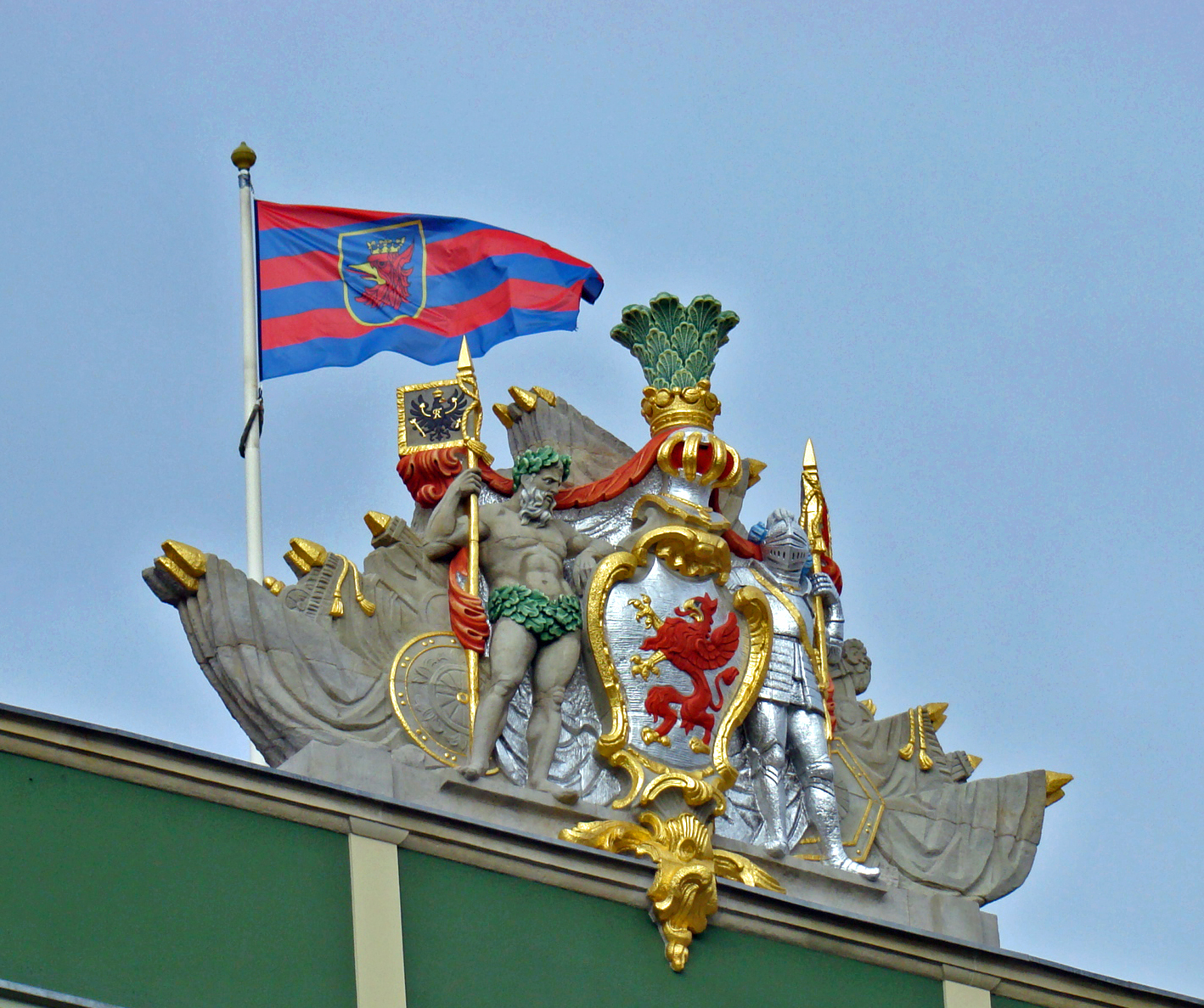
Pommerschen Wappen am ehemaligen Neuen Landeshaus, 2013

Der Provinzialverband Pommern war ein Höherer Kommunalverband, der von 1876 bis 1945 auf dem Gebiet der preußischen Provinz Pommern bestand.

## Geschichte
Durch die Provinzialordnung von 1875 wurde für die Provinz Pommern, wie auch für andere preußische Provinzen, die Bildung eines Provinzialverbandes als Höherer Kommunalverband angeordnet. Die praktische Tätigkeit des Provinzialverbandes Pommern begann 1876. Der Provinzialverband als eine Selbstverwaltungskörperschaft bestand neben der Staatsverwaltung der Provinz, die unverändert durch den Oberpräsidenten der Provinz geleitet wurde.
Der neu gebildete Provinzialverband Pommern mit seinen moderneren Strukturen löste den bisherigen, auf altständischer Grundlage gebildeten Pommerschen Provinziallandtag ab; die Abgeordnetenversammlung des neuen Provinzialverbandes übernahm den alten Namen „Provinziallandtag“. Die beiden ebenfalls auf altständischer Grundlage gebildeten pommerschen Kommunallandtage, der Kommunallandtag von Neuvorpommern und Rügen und der Kommunallandtag von Altvor- und Hinterpommern, bestanden noch bis 1881 fort. Dann wurden auch ihre Aufgaben auf den Provinzialverband übertragen.
Der Provinzialverband erhielt als Aufgaben auf Provinzebene den Wegebau, die Melioration, die Armenfürsorge, die Fürsorge für Irre (Provinzial-Heilanstalt Lauenburg), Taubstumme und Blinde, die Unterstützung von Wohltätigkeitsanstalten und die Kulturpflege. Später kam insbesondere das Eisenbahnwesen hinzu. Zunächst verteilte sich die Verwaltung des Provinzialverbands auf verschiedene Gebäude, bis sie 1927 im weitläufigen Neuen Landeshaus in Stettin zusammengezogen wurden. 
Finanzmittel erhielt der Provinzialverband aus Zuschüssen des preußischen Staates, so genannten Dotationen.
Der Provinzialverband bestand formal bis 1945 fort. Jedoch wurde seine selbständige Stellung bereits 1933 und 1934 im Rahmen der Gleichschaltung beendet.

## Organe
Die Organe des Provinzialverbandes waren der Provinziallandtag, der Provinzialausschuss und der Landeshauptmann (bis 1895: Landesdirektor).

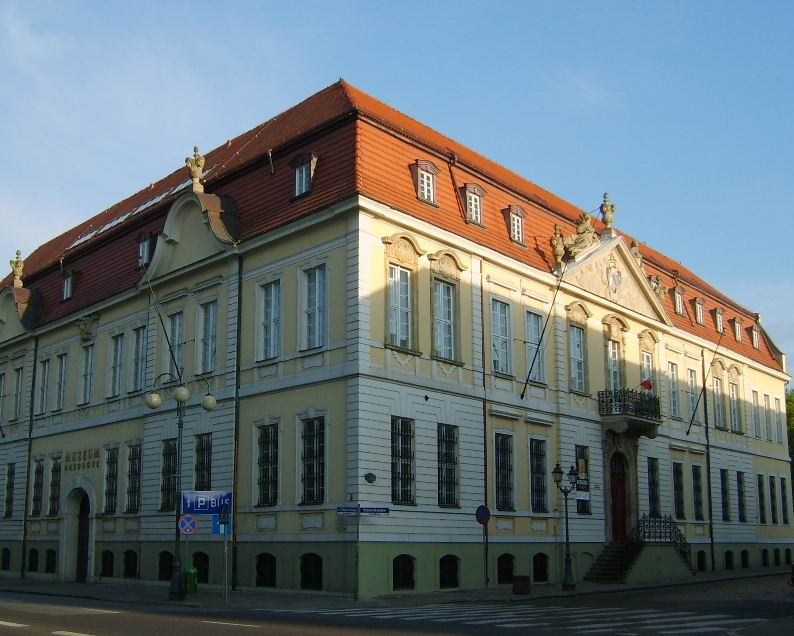
Altes Landeshaus in Stettin, 1726 bis 1729 von Gerhard Cornelius von Walrave, erst für die Landstände, dann den Provinziallandtag bis 1926, als dieser ins Neue Landeshaus umzog

### Provinziallandtag
Der Provinziallandtag des Provinzialverbandes bestand von 1876 bis 1920 aus den von den Kreisen und kreisfreien Städten der Provinz Pommern gewählten Abgeordneten. Der 1. Provinziallandtag, dem 82 Abgeordnete angehörten, trat am 3. Januar 1876 in Stettin zusammen. In den folgenden Jahren trat der Provinziallandtag üblicherweise einmal jährlich zusammen, wobei die Sitzungen üblicherweise drei Tage dauerten.
Erstmals am 20. Februar 1921 wurde der Provinziallandtag in unmittelbarer Wahl von den Bürgern der Provinz Pommern bestimmt. Der erstmals unmittelbar gewählte 50. Provinziallandtag trat am 16. März 1921 zusammen. Wahlen zum Provinziallandtag fanden erneut am 29. November 1925, am 17. November 1929 und am 12. März 1933 statt.
Bereits im ersten Jahr der NS-Herrschaft wurden durch Gesetz der preußischen Staatsregierung unter Göring vom 15. Dezember 1933 in ganz Preußen die Provinziallandtage und Provinzialausschüsse aufgelöst und nicht mehr neu gebildet.

### Provinzialausschuss
Der Provinziallandtag wählte aus seiner Mitte den Provinzialausschuss. Der Provinzialausschuss hatte die Aufgabe, die Beschlüsse des Provinziallandtags vorzubereiten und auszuführen.

### Landeshauptmann
Der Landeshauptmann (bis 1895: Landesdirektor) war der Leiter der Verwaltung des Provinzialverbandes. Er wurde vom Provinziallandtag gewählt. Die Inhaber dieses Amtes waren:
- 1876–1877: Wilhelm von Heyden-Linden
- 1877–1881: Wilhelm von Heyden-Cadow
- 1881–1893: Rüdiger Freiherr von der Goltz
- 1893–1898: Gerhard Hoeppner
- 1898–1917: Paul von Eisenhart-Rothe
- 1917–1924: Johannes Sarnow
- 1925–1934: Ernst von Zitzewitz

Ernst von Zitzewitz, der im April 1934 aus seiner Stellung ausscheiden musste, war der letzte gewählte Landeshauptmann. Die Verwaltung des Provinzialverbandes unterstand ab 1934 dem Gauleiter Franz Schwede-Coburg in dessen Funktion als Oberpräsident der Provinz Pommern. Die Position des Landeshauptmanns wurde zwar weiter besetzt, der Landeshauptmann war ab 1934 aber lediglich der allgemeine Vertreter des Oberpräsidenten in der Verwaltung des Provinzialverbandes. Ernannt wurden:
- 1934–1935: Ernst Jarmer
- 1936–1940: Robert Schulz
- 1940–1945: Emil Mazuw